# Institut de hautes études de Glion
 (août 2021).
La mise en forme du texte ne suit pas les recommandations de Wikipédia : il faut le « wikifier ».
Les points d'amélioration suivants sont les cas les plus fréquents. Le détail des points à revoir est peut-être précisé sur la page de discussion.
- Les titres sont pré-formatés par le logiciel. Ils ne sont ni en capitales, ni en gras.
- Le texte ne doit pas être écrit en capitales (les noms de famille non plus), ni en gras, ni en italique, ni en « petit »…
- Le gras n'est utilisé que pour surligner le titre de l'article dans l'introduction, une seule fois.
- L'italique est rarement utilisé : mots en langue étrangère, titres d'œuvres, noms de bateaux, etc.
- Les citations ne sont pas en italique mais en corps de texte normal. Elles sont entourées par des guillemets français : « et ».
- Les listes à puces sont à éviter, des paragraphes rédigés étant largement préférés. Les tableaux sont à réserver à la présentation de données structurées (résultats, etc.).
- Les appels de note de bas de page (petits chiffres en exposant, introduits par l'outil «  Source ») sont à placer entre la fin de phrase et le point final[comme ça].
- Les liens internes (vers d'autres articles de Wikipédia) sont à choisir avec parcimonie. Créez des liens vers des articles approfondissant le sujet. Les termes génériques sans rapport avec le sujet sont à éviter, ainsi que les répétitions de liens vers un même terme.
- Les liens externes sont à placer uniquement dans une section « Liens externes », à la fin de l'article. Ces liens sont à choisir avec parcimonie suivant les règles définies. Si un lien sert de source à l'article, son insertion dans le texte est à faire par les notes de bas de page.
- La présentation des références doit suivre les conventions bibliographiques. Il est recommandé d'utiliser les modèles {{Ouvrage}}, {{Chapitre}}, {{Article}}, {{Lien web}} et/ou {{Bibliographie}}. Le mode d'édition visuel peut mettre en forme automatiquement les références.
- Insérer une infobox (cadre d'informations à droite) n'est pas obligatoire pour parachever la mise en page.

Pour une aide détaillée, merci de consulter Aide:Wikification.
Si vous pensez que ces points ont été résolus, vous pouvez retirer ce bandeau et améliorer la mise en forme d'un autre article.
 (août 2021).
 (novembre 2015).
Si vous disposez d'ouvrages ou d'articles de référence ou si vous connaissez des sites web de qualité traitant du thème abordé ici, merci de compléter l'article en donnant les références utiles à sa vérifiabilité et en les liant à la section « Notes et références ».

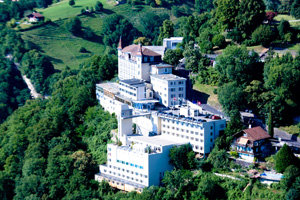
Glion Institute of Higher Education campus

L'institut de hautes études de Glion (officiellement Glion Institut de Hautes Études, abrégé GIHE et plus communément appelé Glion) est une école internationale de management hôtelier regroupant des campus en Suisse et au Royaume-Uni. Glion propose des formations telles que des Bachelors, des Masters et des programmes d'été. L'intégralité des programmes est dispensée en anglais et l'école propose également des cours d'anglais renforcé pour les étudiants qui en ont besoin.
En 2021, Glion compte trois campus : le campus principal de Glion, un deuxième à Bulle, dans le district de la Gruyère en Suisse, et un troisième à l'université de Roehampton, à Londres au Royaume-Uni.
Glion est classé dans le top 3 des meilleures institutions au monde en management hôtelier et des loisirs, et deuxième meilleur pour la réputation auprès des employeurs, selon le classement mondial 2021 des universités QS par matière (QS World University Rankings).
L'établissement appartient à Eurazeo, une société multinationale d'investissement établie à Paris, et fait partie de Sommet Education, un groupe international d'enseignement hôtelier et culinaire.

## Histoire
Glion est fondé en 1962 par les professeurs suisses Walter Hunziker et Frédéric Tissot sous le nom « Institut International de Glion ». Ils choisissent le site de l'ancien Grand Hôtel Bellevue, à Glion, en Suisse. La première promotion compte 15 étudiants de cinq pays différents, suivant des cours dispensés en français.
En 1977, Glion change de nom pour « Centre International de Glion » (CIG), puis se renomme « Glion Hotel School ». Le deuxième campus, situé à Bulle, est créé en 1989. En 2002, l'école change de nom pour devenir « Glion Institut de Hautes Études » (Glion Institute of Higher Education) et rejoint Laureate Education, une société américaine spécialisée dans le secteur de l'enseignement.
En 2006, Glion est accrédité par la New England Commission of Higher Education (en) (NECHE)(anciennement Commission on Institutions of Higher Education of the New England Association of Schools and Colleges, Inc.).
En 2013, Glion ouvre un nouveau campus à Londres, situé sur le site de l'université de Roehampton. En 2016, Glion est racheté par Eurazeo, une société multinationale d'investissement établie à Paris. Glion fait partie du groupe d'enseignement hôtelier Sommet Education.

Hotel Bellevue

Hotel Bellevue

## Campus
Glion Institut de Hautes Études dispose de trois campus.

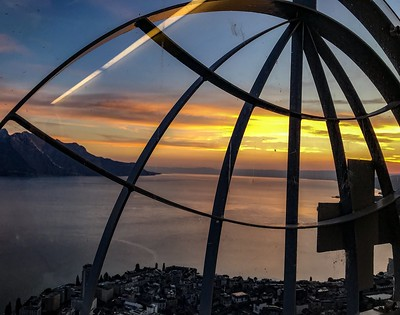
Glion campus view

### Campus de Glion
Le campus principal de Glion est situé dans les collines surplombant la ville de Montreux.

### Campus de Bulle

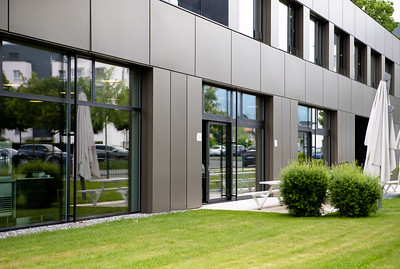
Bulle Campus

### Campus de Londres

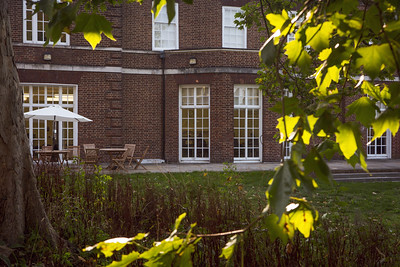
London Campus

Ouvert en 2013, le campus de Glion Londres est situé dans l’enceinte de l’université de Roehampton.

## Accréditation
Glion est accrédité par la New England Commission of Higher Education (NECHE) (anciennement Commission on Institutions of Higher Education of the New England Association of Schools and Colleges, Inc.) et par l'Agence d'assurance qualité pour l'éducation supérieure QAA en 2018.

## Dates clés
1962 Création de l’école hôtelière "Institut International de Glion"
1977 Changement de nom pour devenir le "Centre International de Glion"
1985 Membre fondateur de l’Association Suisse des Écoles Hôtelières (Swiss Hotel Schools Association)
1989 Ouverture du campus de Bulle
2000 Lancement du premier programme de Master et de nouveaux programmes de Bachelor
2002 Changement de nom pour devenir "Glion Institut de Hautes Études"
2002 Intégration au sein de Laureate Hospitality Education, une branche de Laureate Education, Inc.
2006 Accréditation par la New England Commission of Higher Education (anciennement Commission on Institutions of Higher Education of the New England Association of Schools and Colleges, Inc.)
2010 Lancement du premier Master (MBA) en ligne en Management hôtelier international et industrie des services
2011 Lancement des programmes de deuxième cycle et certificat de développement professionnel 100% en ligne
2012 50ème anniversaire de Glion 
2013 Ouverture d’un nouveau campus à Londres
2014 Lancement d’options multicampus pour les programmes de premier et de deuxième cycle, permettant aux étudiants d’étudier à la fois sur les campus en Suisse et à Londres
2015 Obtention du prix de la meilleure école de management hôtelier lors des Worldwide Hospitality Awards à Paris
Mars 2016 Transfert du campus de Glion Londres à Downshire House, un nouveau bâtiment situé sur le campus de l’université de Roehampton
Juin 2016 Acquisition par Eurazeo de Glion Institut de Hautes Études et de ses intérêts dans les partenaires et campus affiliés
Novembre 2016 Obtention du prix de la meilleure innovation pédagogique lors des Worldwide Hospitality Awards à Paris
2018 Glion est classé 1er pour la réputation auprès de l’employeur en matière de management hôtelier dans le classement mondial des universités QS.